# Сара Гадон
Сара Гадон (енгл. Sarah Gadon; Торонто, 4. април 1987) је канадска глумица позната по улогама у филмовима Опасан метод и Космополис Дејвида Кроненберга.
Глумом је почела да се бави крајем деведесетих наступајући у ТВ серијама међу којима су Никита и Плашите ли се мрака?. Прву већу филмску улогу остварила је у комедији Чарли Бартлет из 2007. године. Позната је и по споредним улогама у филмовима Непријатељ, Бела, Дракула: Неиспричано, Огорчење и Мапе до зведа, који је такође режирао Кроненберг.